# Liste der Baudenkmäler in Engelthal
Auf dieser Seite sind die Baudenkmäler in der mittelfränkischen Gemeinde Engelthal zusammengestellt. Diese Tabelle ist eine Teilliste der Liste der Baudenkmäler in Bayern. Grundlage ist die Bayerische Denkmalliste, die auf Basis des Bayerischen Denkmalschutzgesetzes vom 1. Oktober 1973 erstmals erstellt wurde und seither durch das Bayerische Landesamt für Denkmalpflege geführt wird. Die folgenden Angaben ersetzen nicht die rechtsverbindliche Auskunft der Denkmalschutzbehörde.
 Diese Liste gibt den Fortschreibungsstand vom 15. April 2020 wieder und enthält 40 Baudenkmäler.

## Baudenkmäler nach Gemeindeteilen

### Engelthal
| Lage                                                         | Objekt                                                                                               | Beschreibung | Akten-Nr.              | Bild                             |
| ------------------------------------------------------------ | --- | --- | ---------------------- | -------------------------------- |
| Am Pfarrhof 1; Nähe Am Pfarrhof (Standort)                   | Ehemaliges Bauernhaus                                                                                | Eingeschossiger Steilsatteldachbau mit Fachwerkgiebel und kräftigem Fachwerkzwerchhaus mit Steilsatteldach, 18. Jahrhundert/frühes 19. Jahrhundert, Zwerchhaus wohl Ende 19./Anfang 20. Jahrhundert Scheune: eingeschossiger Fachwerkbau mit Steilsatteldach und Bruchsteinsockel, 18./frühes 19. Jahrhundert | D-5-74-120-38 Wikidata | weitere Bilder                   |
| Am Pfarrhof 5 (Standort)                                     | Pfarrhaus                                                                                            | Zweigeschossiger massiver Walmdachbau, um 1870 | D-5-74-120-39 Wikidata | weitere Bilder                   |
| Am Schloss 2; Am Schloss 3 (Standort)                        | Ehemaliger Klosterwirtschaftshof                                                                     | Klosterpflegamt und Vogthaus: zweigeschossiger langgestreckter Steildachbau, Kalkstein verputzt, im Kern Bau des 13. und 17. Jahrhunderts | D-5-74-120-29 Wikidata | Ehemaliger Klosterwirtschaftshof |
| An der Klostermauer 1 (Standort)                             | Wohnhaus                                                                                             | Zweigeschossiger massiver Steildachbau, 18. Jahrhundert | D-5-74-120-46 Wikidata | weitere Bilder                   |
| Glasergässchen 10 (Standort)                                 | Ehemaliges Bauernhaus                                                                                | Zweigeschossiger Satteldachbau, Erdgeschoss massiv, Obergeschoss und Giebel Fachwerk, wohl 18. Jahrhundert | D-5-74-120-31 Wikidata | weitere Bilder                   |
| Hauptstraße 20 (Standort)                                    | Ehemaliges Wohnstallhaus                                                                             | Zweigeschossiger Satteldachbau, Erdgeschoss massiv, Obergeschoss und Giebel Fachwerk, 18. Jahrhundert | D-5-74-120-1 Wikidata  | weitere Bilder                   |
| Hauptstraße 21 (Standort)                                    | Ehemaliges Köblergut                                                                                 | Wohnstallhaus: zweigeschossiger giebelständiger Mansarddachbau mit Fachwerkobergeschoss und -giebel, zweite Hälfte 18. Jahrhundert Nebengebäude: zweigeschossiger giebelständiger Mansarddachbau, Kalkstein und Fachwerk, spätes 18. Jahrhundert Scheune: traufständiger Mansarddachbau, Kalkstein und Fachwerk, verputzt, spätes 18. Jahrhundert Scheune: Satteldachbau, Kalkstein und Fachwerk, 18./19. Jahrhundert | D-5-74-120-2 Wikidata  | weitere Bilder                   |
| Hauptstraße 23 (Standort)                                    | Bauernhof                                                                                            | Hopfenbauernhaus: zweigeschossiger Kalksteinquaderbau mit Satteldach, bezeichnet „1876“ Scheune: Kalksteinquaderbau mit Steildach, 1876 Remise: Fachwerkbau mit überkragendem Satteldach, um 1800 Holzlege: Ziegelbau, spätes 19. Jahrhundert Backofen: 19. Jahrhundert | D-5-74-120-35 Wikidata | weitere Bilder                   |
| Hauptstraße 26 (Standort)                                    | Wohnhaus                                                                                             | Dreigeschossiger massiver Satteldachbau, zweites Obergeschoss Fachwerk, 18. Jahrhundert | D-5-74-120-3 Wikidata  | weitere Bilder                   |
| Hauptstraße 28; Am Pfarrhof 5 (Standort)                     | Ehemaliges Schul- und Mesnerhaus                                                                     | Zweigeschossiger massiver Steildachbau mit Zwerchhaus, 1634 Mauerreste des Klosterkomplexes: Kalkstein | D-5-74-120-4 Wikidata  | weitere Bilder                   |
| Hauptstraße 29 (Standort)                                    | Scheune                                                                                              | Großer Steildachbau mit Fachwerkgiebel, wohl noch 17. Jahrhundert | D-5-74-120-5 Wikidata  | weitere Bilder                   |
| Hauptstraße 30 (Standort)                                    | Evangelisch-lutherische Pfarrkirche St. Johannes der Täufer, ehemalige Klosterkirche                 | Einschiffiges Langhaus, eingezogener Chor mit geradem Abschluss, Dachreiter mit Spitzhelm, im Kern um 1270, spätbarocke Neugestaltung 1747–51; mit Ausstattung | D-5-74-120-6 Wikidata  | weitere Bilder                   |
| Hauptstraße 32; Nähe Am Pfarrhof; Nähe Am Schloss (Standort) | Ehemaliger Konventbau                                                                                | Ehemaliger Kapitelsaalbau mit Dormitorium: zweigeschossiger giebelständiger Steildachbau, im Kern 1270, ausgebaut im 16. bis 17. Jahrhundert, bezeichnet „1710“ Zehntscheune: langgestreckter Kalksteinbau mit Satteldach, im Kern ehemaliges Sommer- und Winterrefektorium des 13. Jahrhunderts, erneuert im 16./17. Jahrhundert | D-5-74-120-7 Wikidata  | weitere Bilder                   |
| Hauptstraße 33 (Standort)                                    | Torturm der ehemaligen Klosterbefestigung, sogenanntes Schmiedtor (auch Unteres Tor, Nürnberger Tor) | Dreigeschossiger Satteldachbau, zweites Obergeschoss Fachwerk, verputzt, im Kern spätmittelalterlich, bezeichnet „1754“ | D-5-74-120-8 Wikidata  | weitere Bilder                   |
| Hauptstraße 35 (Standort)                                    | Wohnhaus                                                                                             | Zweigeschossiger massiver Satteldachbau, 18. Jahrhundert | D-5-74-120-40 Wikidata | weitere Bilder                   |
| Hauptstraße 36 (Standort)                                    | Ehemaliges Amtsbotenhaus, dann Wohnstallhaus                                                         | Schmaler zweigeschossiger Satteldachbau, Obergeschoss und Giebel Fachwerk, 1783, Aufstockung wohl um 1833 | D-5-74-120-9 Wikidata  | weitere Bilder                   |
| Hauptstraße 40, Hauptstraße 38 (Standort)                    | Ehemaliges Baderhaus                                                                                 | Zweigeschossiger Walmdachbau mit verputztem Fachwerkobergeschoss, im Kern 1555 Scheune: zweigeteilter Fachwerkbau mit Satteldach, erstes Drittel 19. Jahrhundert, erweitert nach 1831 | D-5-74-120-49 Wikidata | BW                               |
| Hauptstraße 41 (Standort)                                    | Ehemaliges Richterhaus, später Schule                                                                | Zweigeschossiger verputzter Kalksteinbau mit Walmdach, 16. Jahrhundert, barock umgebaut 1715 | D-5-74-120-10 Wikidata | weitere Bilder                   |
| Hauptstraße 41; Hauptstraße 43 (Standort)                    | Ehemalige Klosterbefestigung                                                                         | Reste der Kalksteinmauer rings um das Dorf erhalten, besonders an Nord- und Südseite, im Kern spätmittelalterlich Tortürme: vergleiche Hauptstraße 33 und Kruppacher Straße 1 | D-5-74-120-15 Wikidata | weitere Bilder                   |
| Hauptstraße 43 (Standort)                                    | Gasthaus                                                                                             | Zweigeschossiger verputzter Kalksteinbau mit Satteldach, Fassade mit Rokokostuck, modern bezeichnet „1559“, erneuert 18. bis 19. Jahrhundert Scheune: Steildach mit Fachwerk, bezeichnet „1764“ | D-5-74-120-11 Wikidata | weitere Bilder                   |
| Hauptstraße 45 (Standort)                                    | Ehemalige Mühle, sogenannte Klostermühle                                                             | Zweigeschossiger massiver Steildachbau, im Kern 16. Jahrhundert, als gegliederter Ziegelsteinbau umgebaut im frühen 20. Jahrhundert Stall: eingeschossiger Kalksteinbau mit Steilsatteldach, 1844 | D-5-74-120-12 Wikidata | weitere Bilder                   |
| Hauptstraße 51 (Standort)                                    | Ehemaliges Amtsknechtshaus                                                                           | Wohnhaus: zweigeschossiger traufständiger Satteldachbau, massiv und Fachwerk, wohl 18. Jahrhundert, rückwärtig erweitert im 19. Jahrhundert | D-5-74-120-42 Wikidata | weitere Bilder                   |
| Hauptstraße 53 (Standort)                                    | Backhaus                                                                                             | Ziegelstein, 19. Jahrhundert | D-5-74-120-34 Wikidata | weitere Bilder                   |
| Kruppacher Straße 1 (Standort)                               | Torturm der ehemaligen Klosterbefestigung, sogenanntes Osttor (auch Obertor)                         | Zweigeschossiger massiver Satteldachbau, im Kern spätmittelalterlich, bezeichnet „1721“ | D-5-74-120-14 Wikidata | weitere Bilder                   |
| Nähe Kruppacher Straße (Standort)                            | Scheune                                                                                              | Großer Fachwerkbau auf Kalkstein-Erdgeschoss, Satteldach mit einseitig weit vorkragendem Halbwalm und Eulenloch, wohl 17. Jahrhundert | D-5-74-120-32 Wikidata | BW                               |
| Mühlstraße 8; Mühläcker (Standort)                           | Mühle, sogenannte Erdfallmühle                                                                       | Wohnhaus: zweigeschossiger Steilsatteldachbau mit massivem Erdgeschoss sowie Fachwerkobergeschoss und -giebel, teilweise verputzt, dendrochronologisch datiert 1612/14, nach Brand 1620 wiederaufgebaut 1635, Umbau dendrochronologisch datiert 1776/77; mit technischer Ausstattung Sägewerk: erdgeschossiger Fachwerkbau mit Satteldach, dendrochronologisch datiert 1779/80 Mühle: mit technischer Ausstattung Scheune: Fachwerkbau mit Steilsatteldach, Erdgeschoss zum Teil in Kalkstein, 18. Jahrhundert Ökonomiegebäude mit Stall, Backofen und Waschhaus: langgestreckter Kalksteinbau mit Steilsatteldach und Fachwerkgiebel, frühes 19. Jahrhundert | D-5-74-120-43 Wikidata | weitere Bilder                   |
| Nähe Hauptstraße; auf der Klostermauer aufsitzend (Standort) | Gartenpavillon                                                                                       | Zweigeschossiger Satteldachbau, Fachwerkobergeschoss auf massivem Sockel, Ende 17. Jahrhundert | D-5-74-120-37 Wikidata | weitere Bilder                   |
| Nähe Hauptstraße; gegenüber der Kirche (Standort)            | Scheune                                                                                              | Fachwerkbau mit Satteldach, wohl frühes 19. Jahrhundert, integriert dreiseitig geschlossener Chor der ehemaligen Kapelle Allerheiligen und Sankt Ägidien, im Kern 14. Jahrhundert | D-5-74-120-13 Wikidata | weitere Bilder                   |
| Nähe Hauptstraße (Standort)                                  | Scheune, sogenannter Krummetstadel, ehemaliges Klosterwirtschaftsgebäude                             | Stattlicher Steildachbau, Kalkstein und Fachwerk, mit giebelseitig zugemauertem Rundbogentor, wohl zweite Hälfte 18. Jahrhundert, mit älterem Kern | D-5-74-120-33 Wikidata | BW                               |
| Reschenbergstraße 3 (Standort)                               | Friedhof                                                                                             | Friedhof angelegt 1562 Leichenhaus: Fachwerkbau mit Satteldach, frühes 19. Jahrhundert Einfriedung: Ziegelsteinmauer mit Metallgittertoren, spätes 19./frühes 20. Jahrhundert | D-5-74-120-44 Wikidata | weitere Bilder                   |
| Reschenbergstraße 20 (Standort)                              | Ehemalige Ärztevilla der ehemaligen Lungenheilanstalt                                                | Zweigeschossiger Halbwalmdachbau mit Zwerchhaus, Schleppgauben und Fachwerkerker im Heimatstil, von Oberbaurat Weber, 1901 | D-5-74-120-52 Wikidata | weitere Bilder                   |

### Krönhof
| Lage                   | Objekt        | Beschreibung                                                                      | Akten-Nr.              | Bild           |
| ---------------------- | ------------- | --------------------------------------------------------------------------------- | ---------------------- | -------------- |
| Krönhof 1 b (Standort) | Taglöhnerhaus | Eingeschossiger massiver Satteldachbau mit Fachwerkgiebel, Anfang 19. Jahrhundert | D-5-74-120-17 Wikidata | weitere Bilder |

### Kruppach
| Lage                   | Objekt                   | Beschreibung | Akten-Nr.              | Bild |
| ---------------------- | ------------------------ | --- | ---------------------- | ---- |
| Kruppach 1 (Standort)  | Ehemaliges Wohnstallhaus | Eingeschossiger massiver Steildachbau mit Fachwerkgiebel, 18. Jahrhundert Scheune: Fachwerkbau mit Steildach, 18. Jahrhundert                                         | D-5-74-120-18 Wikidata | BW   |
| Kruppach 12 (Standort) | Ehemaliges Wohnstallhaus | Zweigeschossiger giebelständiger massiver Satteldachbau, verputzt, bezeichnet „1844“ Scheune: Steildachbau mit Fachwerkgiebel, Erdgeschoss Kalkstein, 19. Jahrhundert | D-5-74-120-19 Wikidata | BW   |

### Peuerling
| Lage                   | Objekt                   | Beschreibung | Akten-Nr.              | Bild           |
| ---------------------- | ------------------------ | --- | ---------------------- | -------------- |
| Peuerling 1 (Standort) | Ehemaliges Wohnstallhaus | Eingeschossiger Kalksteinbau mit Fachwerkgiebel und Halbwalmdach, dendrochronologisch datiert 1800/01 | D-5-74-120-20 Wikidata | weitere Bilder |
| Peuerling 4 (Standort) | Ehemaliger Bauernhof     | Ehemaliges Wohnstallhaus: großer eingeschossiger massiver Steildachbau, Kalkstein verputzt, 19. Jahrhundert Scheune: Fachwerkbau mit Steildach, 18. Jahrhundert, erweitert im 19. Jahrhundert Nebengebäude: Kalksteinbau mit Satteldach, wohl 19. Jahrhundert | D-5-74-120-22 Wikidata | BW             |

### Prosberg
| Lage                  | Objekt  | Beschreibung                                    | Akten-Nr.              | Bild |
| --------------------- | ------- | ----------------------------------------------- | ---------------------- | ---- |
| Prosberg 4 (Standort) | Scheune | Fachwerkbau mit Satteldach, 17./18. Jahrhundert | D-5-74-120-24 Wikidata | BW   |

### Sendelbach
| Lage                     | Objekt          | Beschreibung | Akten-Nr.              | Bild      |
| ------------------------ | --------------- | --- | ---------------------- | --------- |
| Sendelbach 1 (Standort)  | Scheune         | Steildachbau mit Fachwerkgiebel, um 1900 | D-5-74-120-25 Wikidata | BW        |
| Sendelbach 5 (Standort)  | Fachwerkscheune | Erdgeschossiger Steildachbau, teilweise aus Sandsteinmauerwerk, erste Hälfte 19. Jahrhundert | D-5-74-120-47 Wikidata | BW        |
| Sendelbach 10 (Standort) | Bauernhof       | Ehemaliges Wohnstallhaus: massiver Frackdachbau mit Fachwerkgiebel, Neubau nach Brand 1728, einhüftig aufgestockt im frühen 20. Jahrhundert Scheune: Fachwerkbau mit Satteldach und zwei Toreinfahrten, Mitte 19. Jahrhundert Stall-Backhaus-Gebäude: Sandsteinquaderbau mit Satteldach und Fachwerkgiebel, 1839 | D-5-74-120-28 Wikidata | Bauernhof |

## Ehemalige Baudenkmäler
| Lage                 | Objekt     | Beschreibung                                             | Akten-Nr.              | Bild           |
| -------------------- | ---------- | -------------------------------------------------------- | ---------------------- | -------------- |
| Peuerling (Standort) | Kreuzstein | 15./16. Jahrhundert; am Weg nach Engelthal               | D-5-74-120-23 Wikidata | weitere Bilder |
| Engelthal (Standort) | Steinkreuz | Kreuz, Sandstein, 17. Jahrhundert; am Weg nach Peuerling | D-5-74-120-16 Wikidata | weitere Bilder |